# Daihatsu Cuore
Der Daihatsu Cuore (ital. cuore für Herz) ist ein Kleinstwagen-Modell des japanischen Herstellers Daihatsu. Er ist der Nachfolger des Daihatsu Fellow Max. Im Heimatmarkt Japan heißt das Modell Mira, in anderen Märkten auch Charade.

In Europa brachte Daihatsu den Cuore 1981 auf den Markt. Für europäische Verhältnisse war es ungewöhnlich, dass dieser Kleinstwagen von Anfang an mit drei oder fünf Türen lieferbar war. Der Mira / Cuore galt damals als das kleinste fünftürige Auto der Welt. Er hatte anfangs einen Zweizylindermotor.

## Marktnamen
Im Heimatland Japan ist der Mira auch in einer Turbo-Version erhältlich. In Deutschland wurde er als Cuore schon immer mit nur jeweils einem Motor angeboten. Auf dem japanischen Markt gab es auch einen Mira Classic auf Basis des Mira L500, der in kleinen Stückzahlen auch nach Großbritannien exportiert wurde. Danach entstand der äußerlich an den Austin Mini angelehnte Mira Gino auf Basis des Mira L701, rein für den japanischen Markt. Der Nachfolger des Mira Gino entstand auf der Basis des L25x-Modells, erhielt aber nun die eigene Typennummer L650 bzw. L660. Im Gegensatz zur ersten Generation war dieses Modell auch in Deutschland als Daihatsu Trevis erhältlich. In Südafrika wurden Cuore-Modelle auch nach dem Daihatsu Charade benannt, ebenso im Vereinigten Königreich.
Anfang der 1990er Jahre entstand mit der Plattform des Mira der Daihatsu Opti. In Deutschland wurden von 1981 bis 2005 103.221 Cuore verkauft.

## Modellgeschichte
Den ersten Modellwechsel gab es 1985 (Modell L80). Die Karosserie wurde insgesamt kubischer und der Cuore bekam ein Steilheck. Im Jahr 1990 wurde die dritte Generation (L201) vorgestellt. Die Karosserie wurde strömungsgünstiger. Dieser Modellwechsel war vor allem durch die Änderung des japanischen Kei-Car-Gesetzes bedingt, wonach ein höherer Hubraum sowie größere Karosseriemaße erlaubt wurden. Weitere Modellwechsel waren 1995 (L501), 1999 (L701) und 2003 (L251).
Der L251, der am 15. September 2007 (zur IAA) von einem neuen Cuore (L276) abgelöst wurde, hatte mit dem 989-cm³-Dreizylindermotor einen der kleinsten Motoren aller 2007 in Deutschland angebotenen Neufahrzeuge. Nachdem der Smart fortwo mit einem 999-cm³-Motor als Minimalmotorisierung ausgerüstet wurde, wurde der Cuore nur noch vom Chevrolet Matiz mit 0,8-l-Motor unterboten.
Der Cuore (L276) erhielt den schon vorher beim Sirion eingesetzten Motor. Er hat 998 cm³ Hubraum, leistet 55 kW (70 PS) und ist auch die Grundlage des Antriebs der auf gemeinsamer Plattform von Citroën, Peugeot und Toyota  entwickelten Kleinstwagen C1, 107 und Aygo. (Daihatsu wurde 1998 von Toyota mehrheitlich übernommen).
Der Cuore 1.0 war jahrzehntelang unter den Top 10 beim VCD-Umweltranking. Damit schlug er viele Diesel- oder Gasfahrzeuge. 2007/2008 belegte er den 6. Platz. Der Nachfolger (L276) erreichte 2008/2009 zusammen mit dem Toyota Aygo, Citroën C1 und Peugeot 107 den geteilten 3. Platz. Auf der Liste 2009/10 belegt er trotz inzwischen heftiger Diesel- und Hybridkonkurrenz Platz 9.
In der Liste 2010/11 landet der Cuore nur auf dem 12. Platz, weil er nur Euro 4 erreicht und außerdem andere Fahrzeuge weniger Lärm emittieren. Die Einstufung des VCD orientiert sich allerdings an den „Papierwerten“ der Hersteller.
Beim Eco-Drive der Zeitschrift Auto Motor und Sport hatte der Cuore (L276) den geringsten Realverbrauch aller Wagen mit Ottomotor und landet so auf Platz 1 bei den Minicars.
Beim ADAC Eco Test wurde der L276 nicht gelistet. Der Vorgänger (L251) erreichte mit dem alten Motor Platz 14.
Zum 31. Januar 2013 wurde der Neuwagenvertrieb von Daihatsu in Europa eingestellt. Damit wird auch der Cuore in Deutschland nicht mehr verkauft.

### Mira / Cuore L55/L60 (1980–1985)

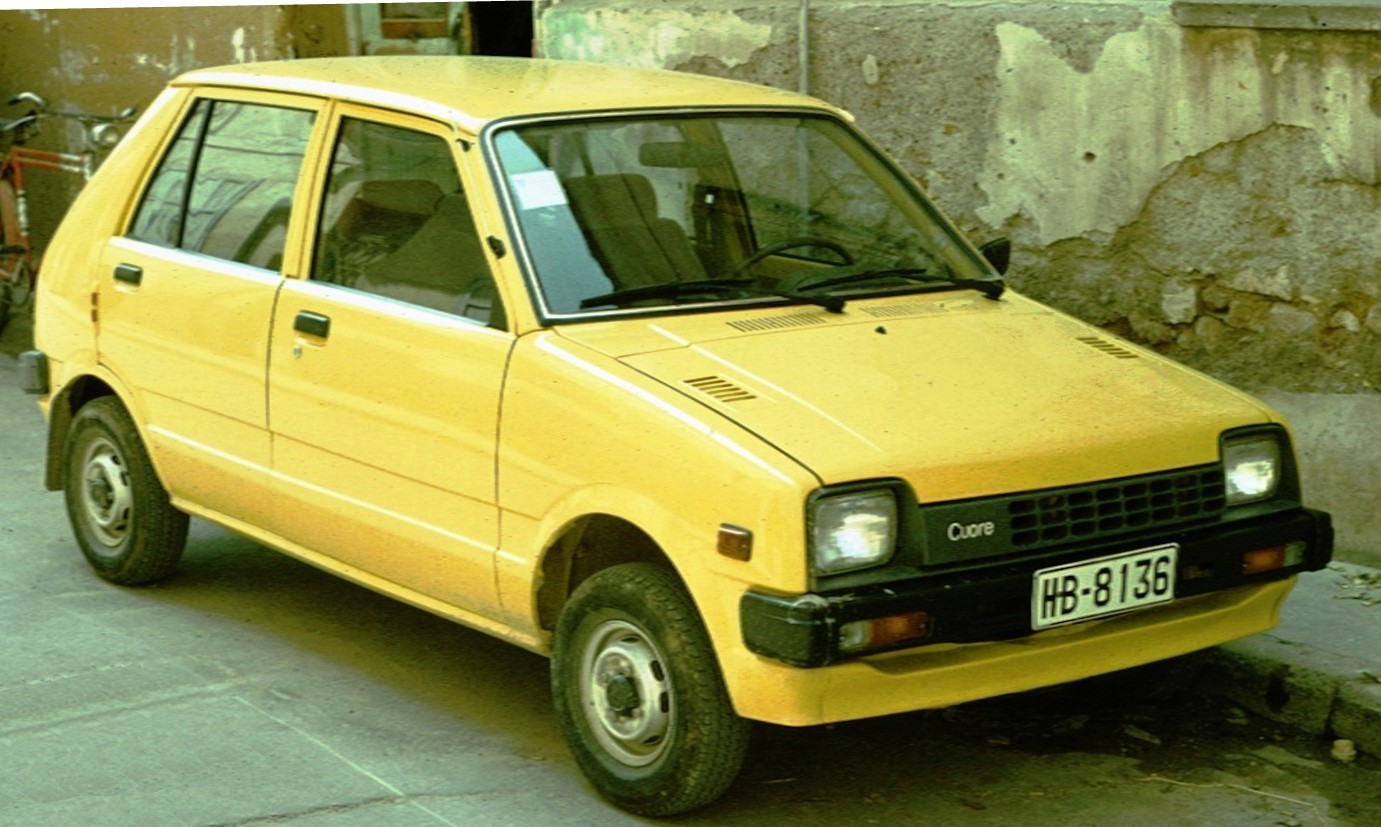
Cuore L55/L60

- Motor:	2-Zylinder-Motor (L55: AB30, L60: AD10)[1]
- Hubraum 	L55: 542 cm³, L60: 612 cm3[1]
- Leistung in kW (PS) bei 1/min 	20 (27) bei 6000 (L60: 22 (30) bei 5700)
- Drehmoment (Nm) bei 1/min: 	39 bei 3500 (L60: 45 bei 3500)
- Durchschnittsverbrauch:	ca. 6 l/100 km
- Beschleunigung, 0–100 km/h: 	18,5 s
- Höchstgeschwindigkeit: 	112[2]  km/h
- Schaltung: 	4-Gang-Schaltgetriebe
- Erstzulassung: 	03 / 1980 (L60: ab 1982)
- Länge: 3195 mm[1]
- Breite: 1400 mm[1]
- Höhe: 1375/1380 mm[1]
- Radstand: 2150 mm[1]
- Leergewicht: 	565–580 kg[1]
- Kraftstoffaufbereitung: 	Vergaser
- Bremsanlage: 	Vorne und hinten Trommelbremsen (L60: vorn Scheibenbremse)[3]
- Bereifung:	145 SR10 (L60: 145/70SR12)[3]

### Mira / Cuore L80 (1985–1990)
- Hubraum:				838 cm³, Dreizylinder
- Leistung:				32 kW (44 PS)
- Beschleunigung, 0–100 km/h:	15,7 s

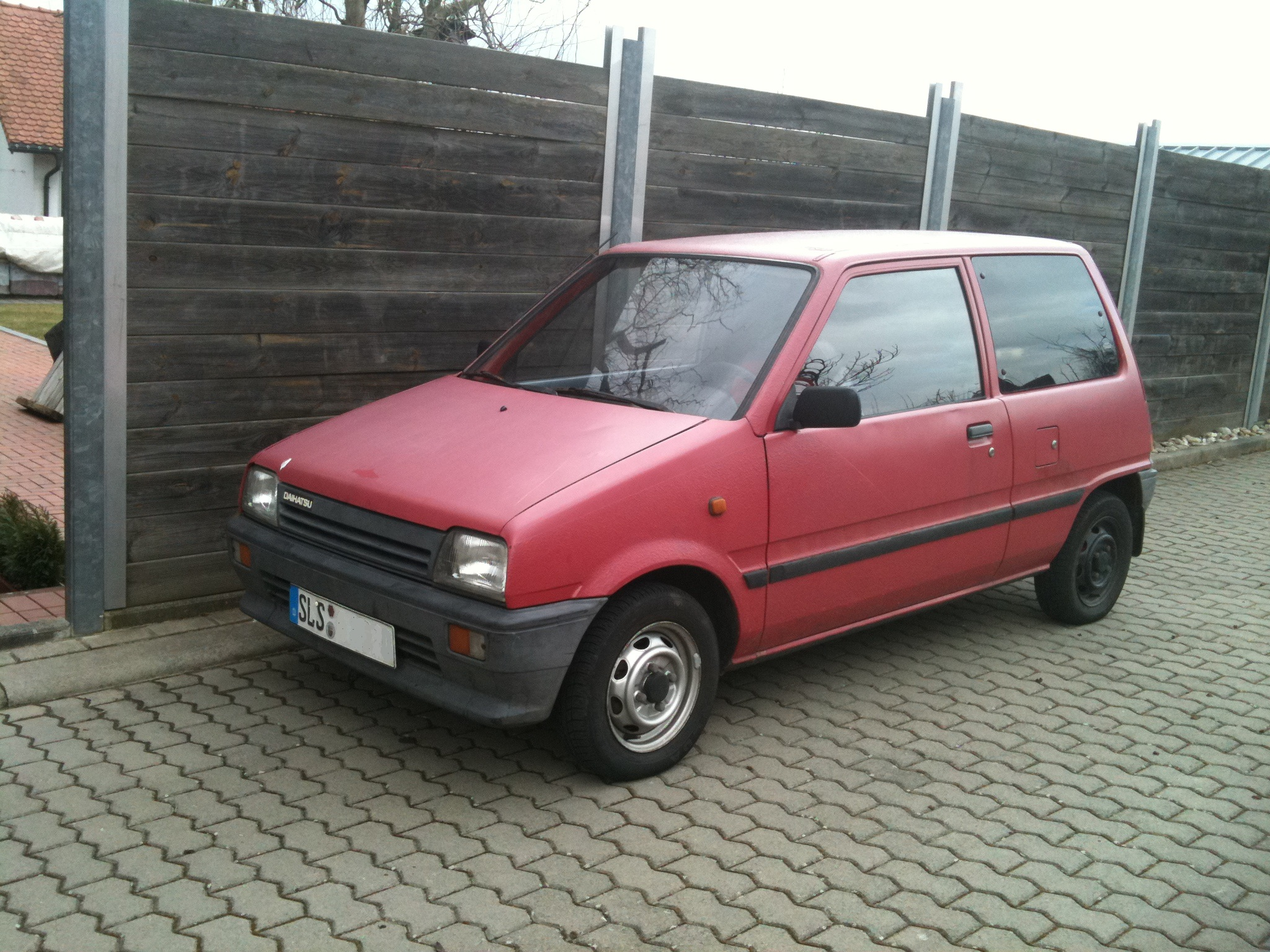
Cuore L80

- Höchstgeschwindigkeit:		135 km/h
- Normverbrauch:			5,7 l/100 km
- L × B × H: 				3200 mm × 1400 mm × 1410 mm
- Radstand:				2250 mm
- Leergewicht:				595 kg
- zul. Gesamtgewicht:			970 kg
- Wendekreis:				9,5 m
- Tankinhalt:				28 l
- Kofferraumvolumen:			130 l
- Türen:				3/5
- Sitze:				4
- Neu: Katalysator, 2-Stufen-Automatik, sehr selten auch mit Allradantrieb (L81)

### Mira / Cuore L201 (1990–1995)

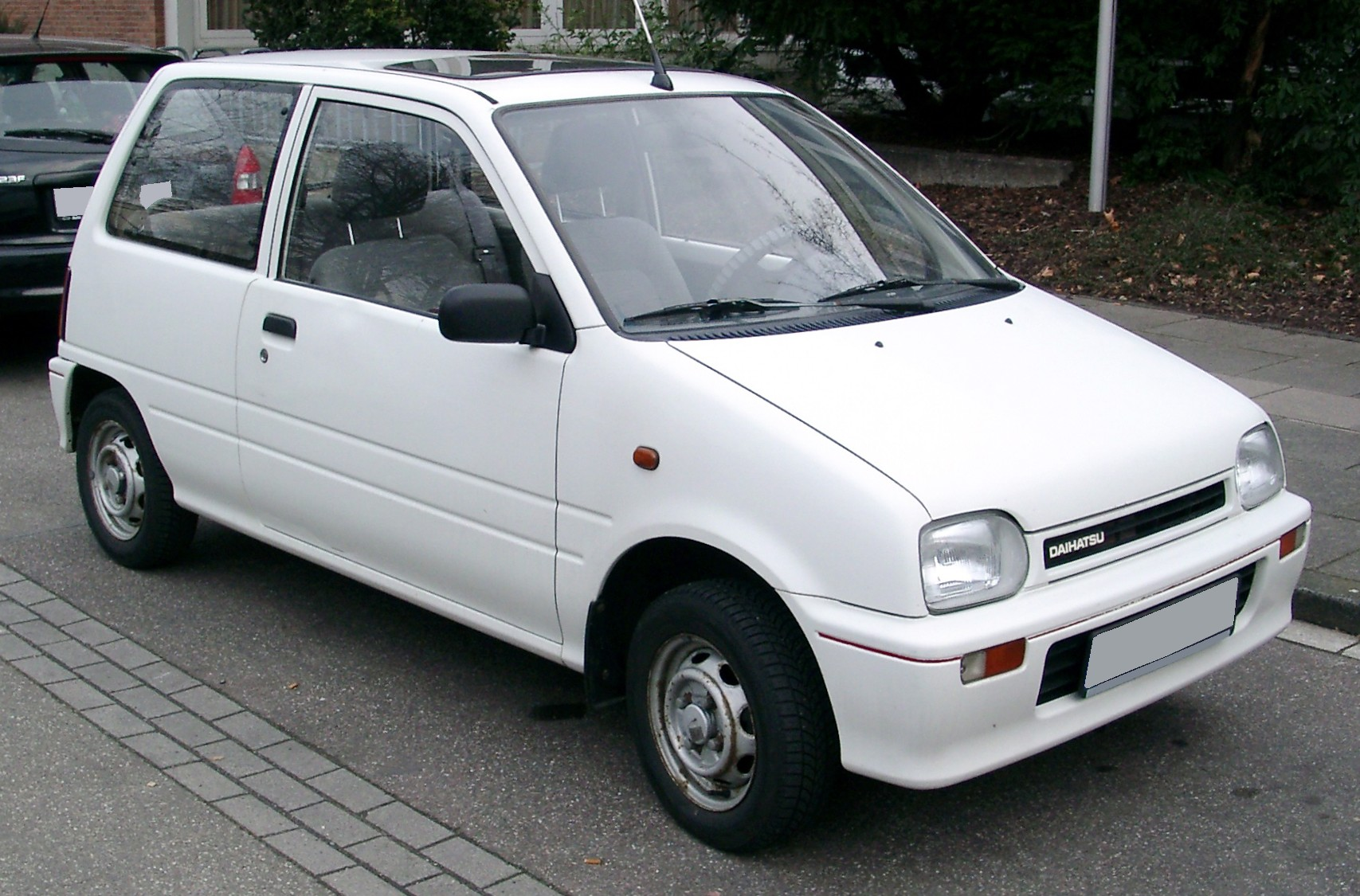
Cuore L201 (1991–1993)

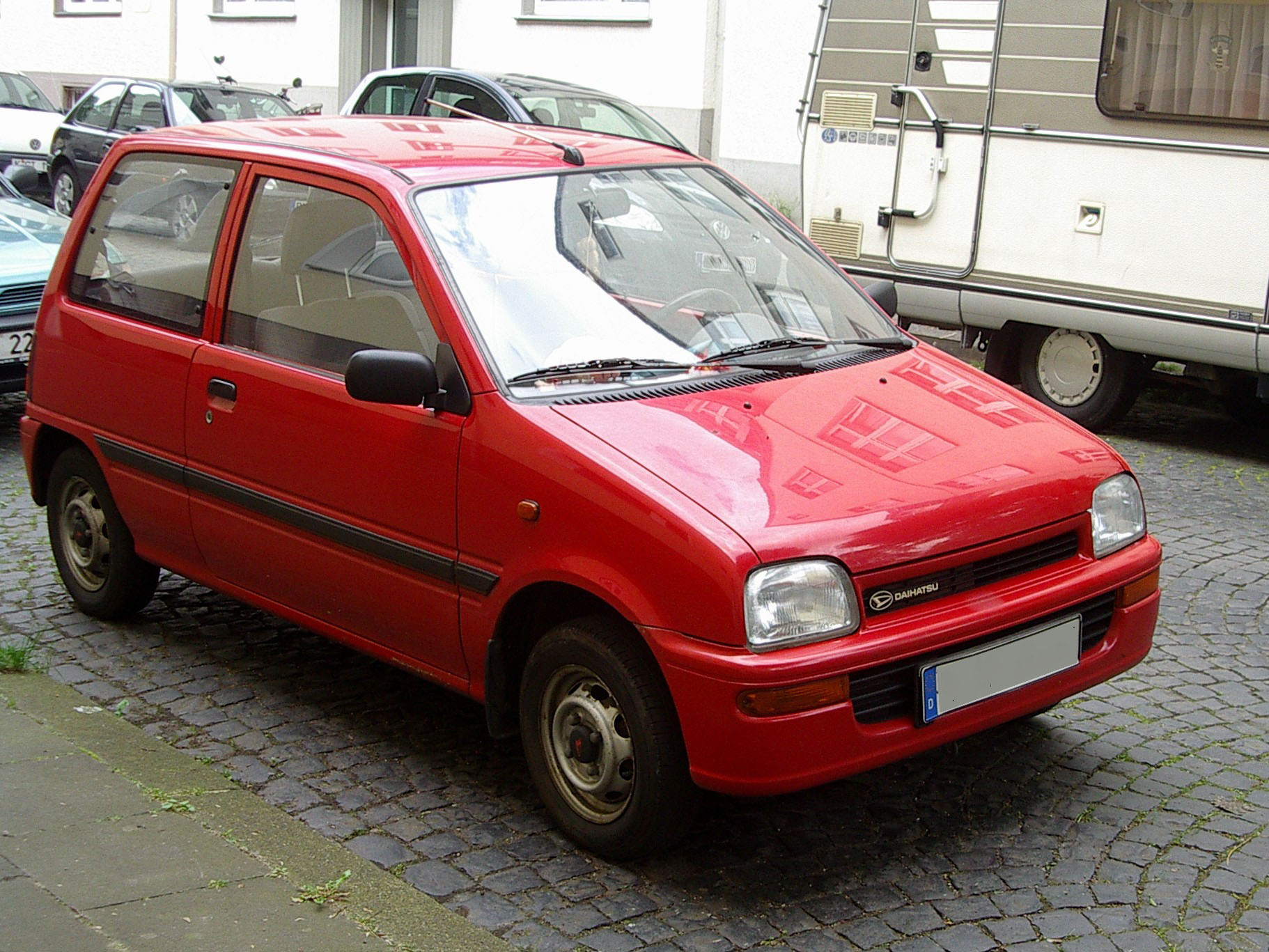
Cuore L201 (1993–1995)

- Hubraum:				847 cm³, Dreizylindermotor
- Leistung:				41 PS (30 kW)
- Beschleunigung, 0–100 km/h:	15,6 s
- Höchstgeschwindigkeit:		135 km/h
- Normverbrauch:			5,4 l/100 km
- L × B × H: 				3250 mm × 1395 mm × 1415 mm
- Radstand:				2280 mm
- Leergewicht:				640 kg
- zul. Gesamtgewicht:			1040 kg
- Tankinhalt:				32 l (davon 28 l nutzbar)
- Kofferraumvolumen:			140 l
- Türen:					3/5
- Sitze:					4
- Neu: Geregelter Dreiwege-Katalysator, Seitenaufprallschutz.

### Mira / Cuore L501 (1995–2000)

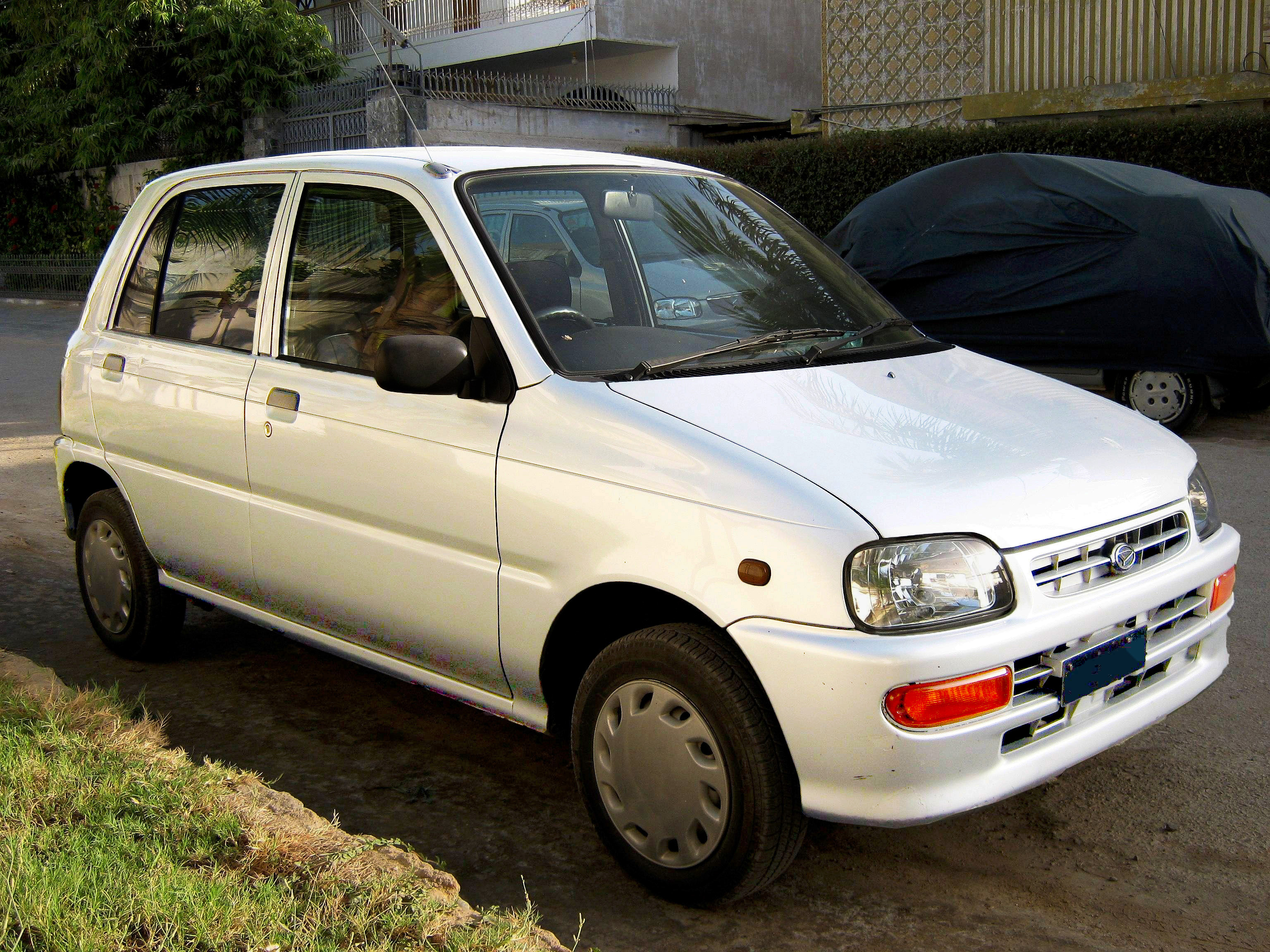
Cuore L501

- Hubraum:				847 cm³, Dreizylindermotor
- Leistung:				31 kW/42 PS
- Beschleunigung, 0–100 km/h:	15,6 s (18,1 s Automatik)
- Höchstgeschwindigkeit:		135 km/h (129 km/h Automatik)
- Normverbrauch:			5,3 l/100 km (6,6 l/100 km Automatik)
- Schadstoffnorm:			E2 Schl-Nr 14 (1995–1997) Euro2 (1998–1999)
- L × B × H: 				3310 mm × 1395 mm × 1430 mm
- Radstand:				2300 mm
- Leergewicht:				630 kg (3 Türer ohne Fahrer), 705 kg
- zul. Gesamtgewicht:			1040 kg
- Wendekreis:				9,8 m
- Tankinhalt:				32 l (davon 28 l nutzbar)
- Kofferraumvolumen:			186 l – 400 l (VDA)
- Türen:					3/5
- Sitze:					4
- Neu: Elektronische Einspritzung mit Kennfeldzündung. Zusätzliche Verstärkungen für Front- und Seitenaufprall, ab 1997 Sondermodelle mit Fahrerairbag, elektrischen Fensterhebern, elektrischen Spiegeln, Zentralverriegelung, auch 3-Stufen-Automatikgetriebe.

### Mira / Cuore L7 (1999–2004)

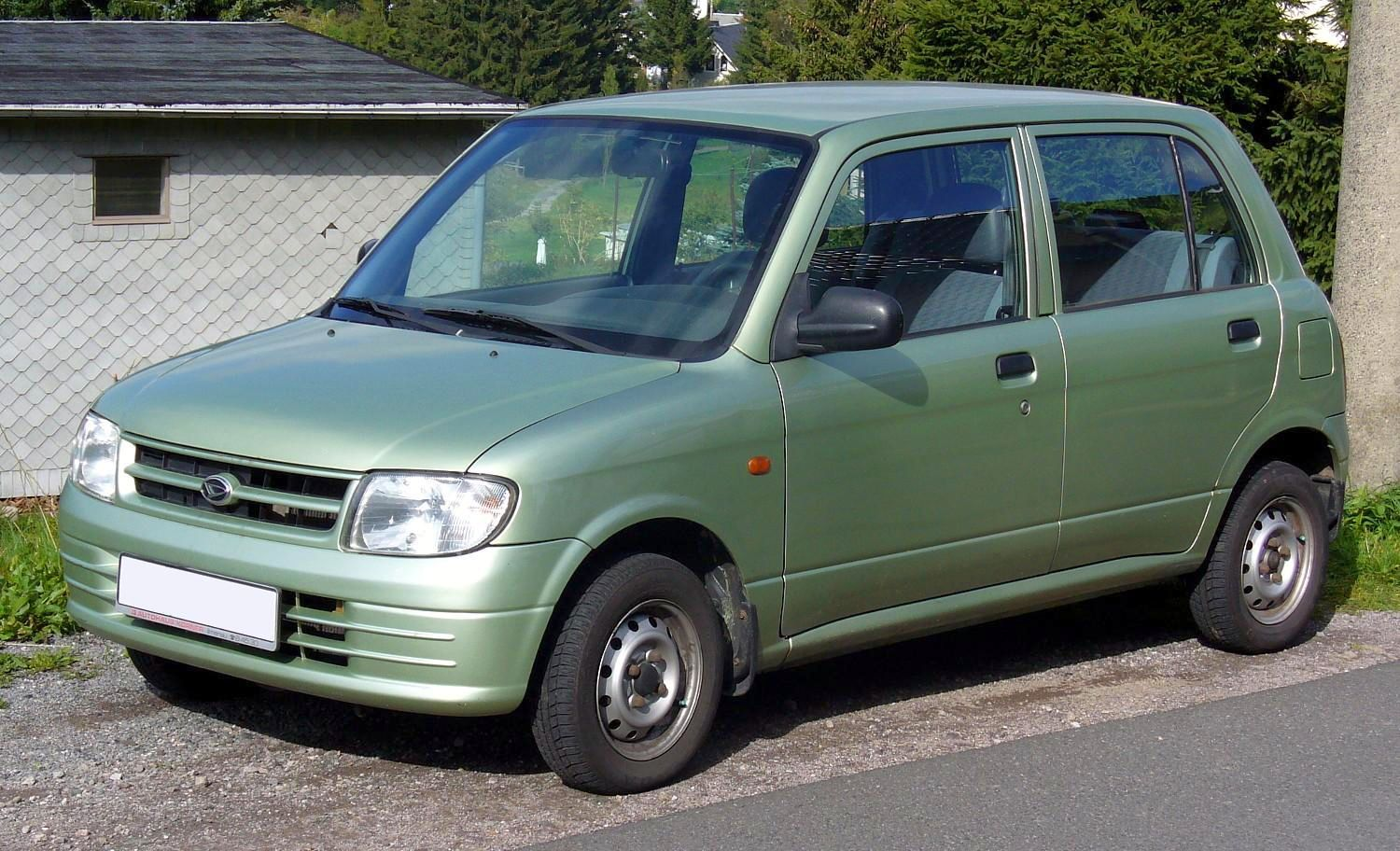
Cuore L7 (1999–2001)

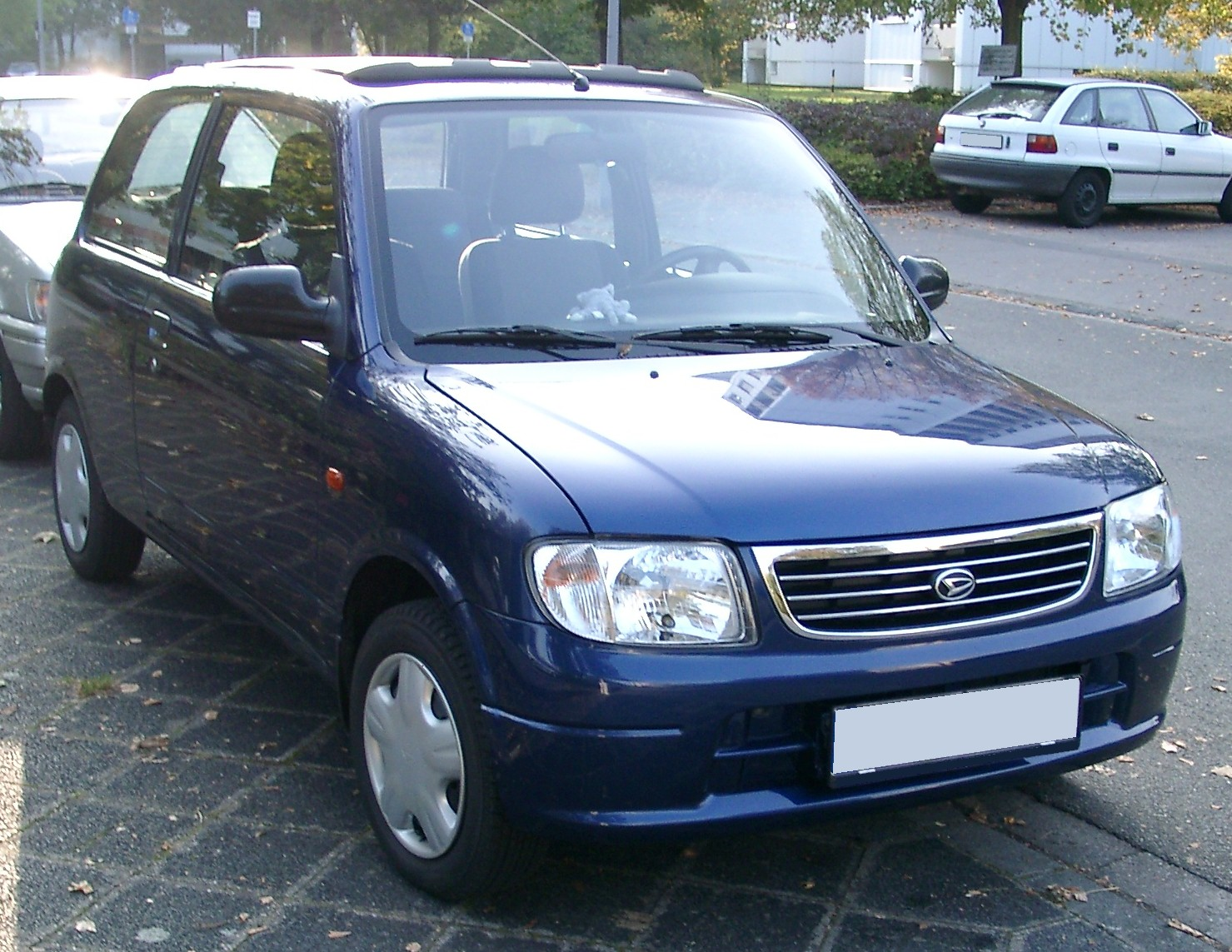
Cuore L7 (2001–2003)

- Hubraum:				989 cm³, Dreizylindermotor (EJ-DE)
- Leistung:				41 kW (56 PS)
- Beschleunigung, 0–100 km/h:	12,8 s
- Höchstgeschwindigkeit:		140 km/h
- Normverbrauch:			5,0 l/100 km
- Schadstoffnorm:			Euro 3/D4
- L × B × H: 				3410 mm × 1475 mm × 1420 mm
- Radstand:				2345 mm
- Leergewicht:				720 kg
- zul. Gesamtgewicht:			1200 kg
- Wendekreis:				8,6 m
- Tankinhalt:				40 l
- Kofferraumvolumen:			155 l/428 l
- Türen:					3/5
- Sitze:					4
- Neu: Fahrer- und Beifahrerairbag, Gurtstraffer. Gegen Aufpreis: ABS, Servolenkung, Klimaanlage, elektrische Fensterheber und Spiegelverstellung

### Mira / Cuore L251 (2003–2007)

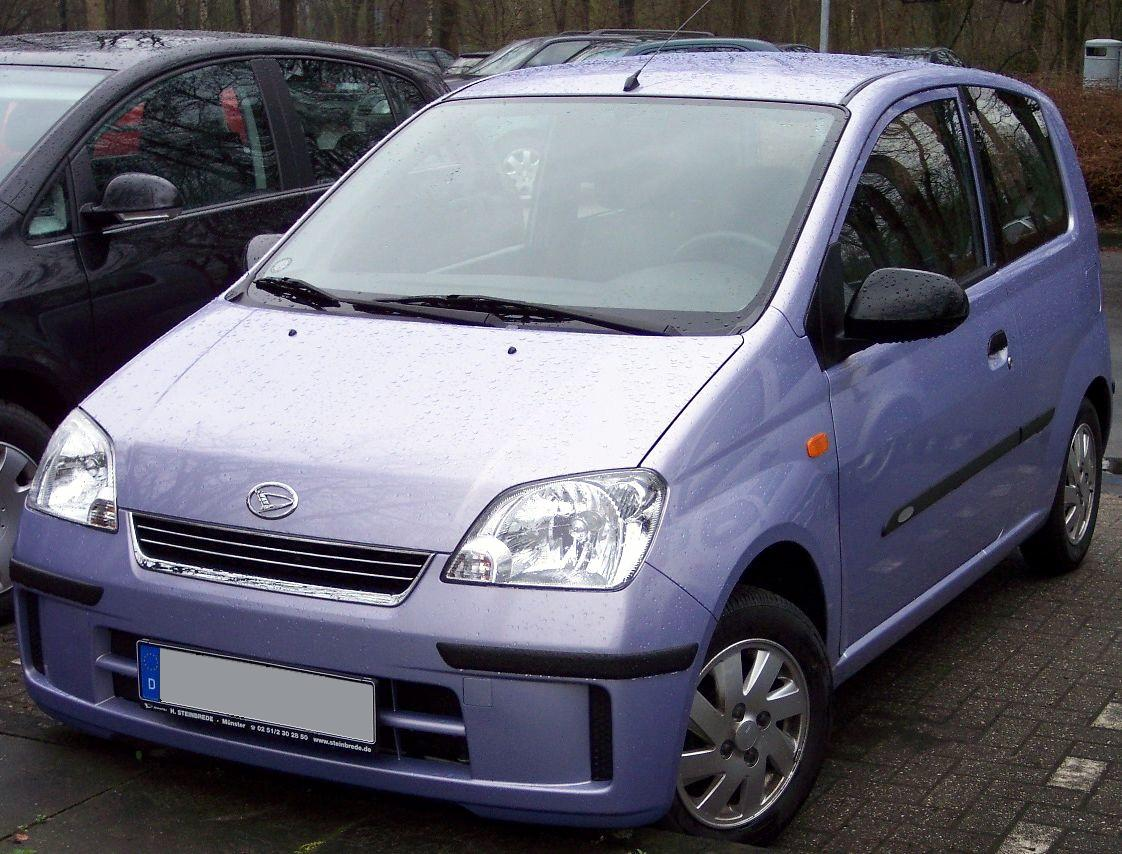
Cuore L251

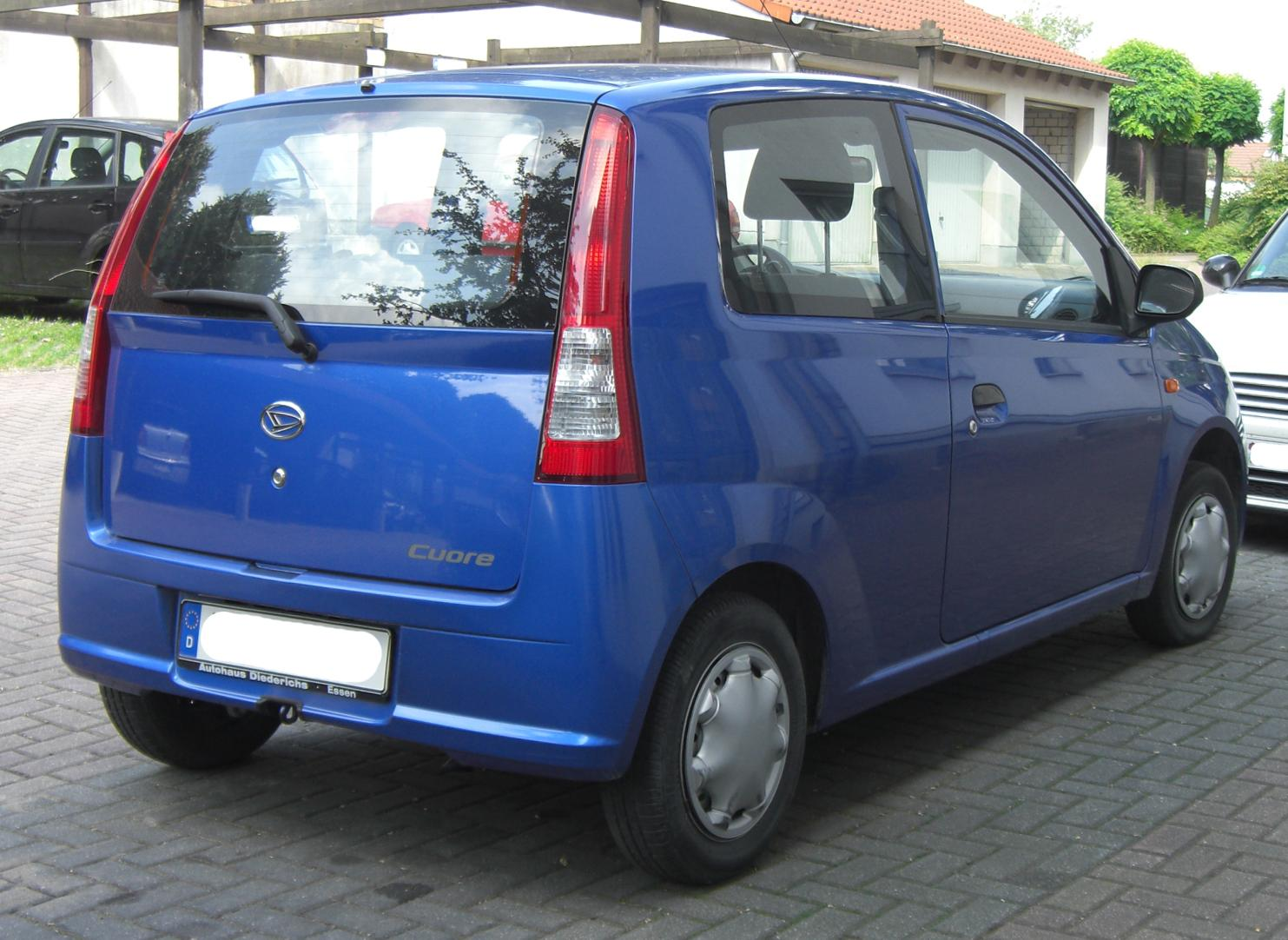
Cuore L251, Heckansicht

- Hubraum:				989 cm³, Dreizylindermotor (EJ-VE)
- Leistung:				43 kW (58 PS)
- Beschleunigung, 0–100 km/h:	12,2 s
- Höchstgeschwindigkeit:		160 km/h
- Normverbrauch:			4,4–4,8 l/100 km
- Schadstoffnorm:			Euro 4
- L × B × H: 				3410 mm × 1475 mm × 1500 mm
- Radstand:				2375 mm
- Leergewicht:				725 kg
- zul. Gesamtgewicht:			1200 kg
- Wendekreis:				8,4 m
- Tankinhalt:				36 l
- Kofferraumvolumen:			157 l/421 l
- Türen:					3/5
- Sitze:					4
- Neu: Höhenverstellbares Lenkrad. Gegen Aufpreis: Seitenairbags, höhenverstellbarer Fahrersitz und Kopfstützen hinten, Zentralverriegelung, auf Wunsch mit Funkfernbedienung.

### Mira / Cuore L276 (2007–2012)

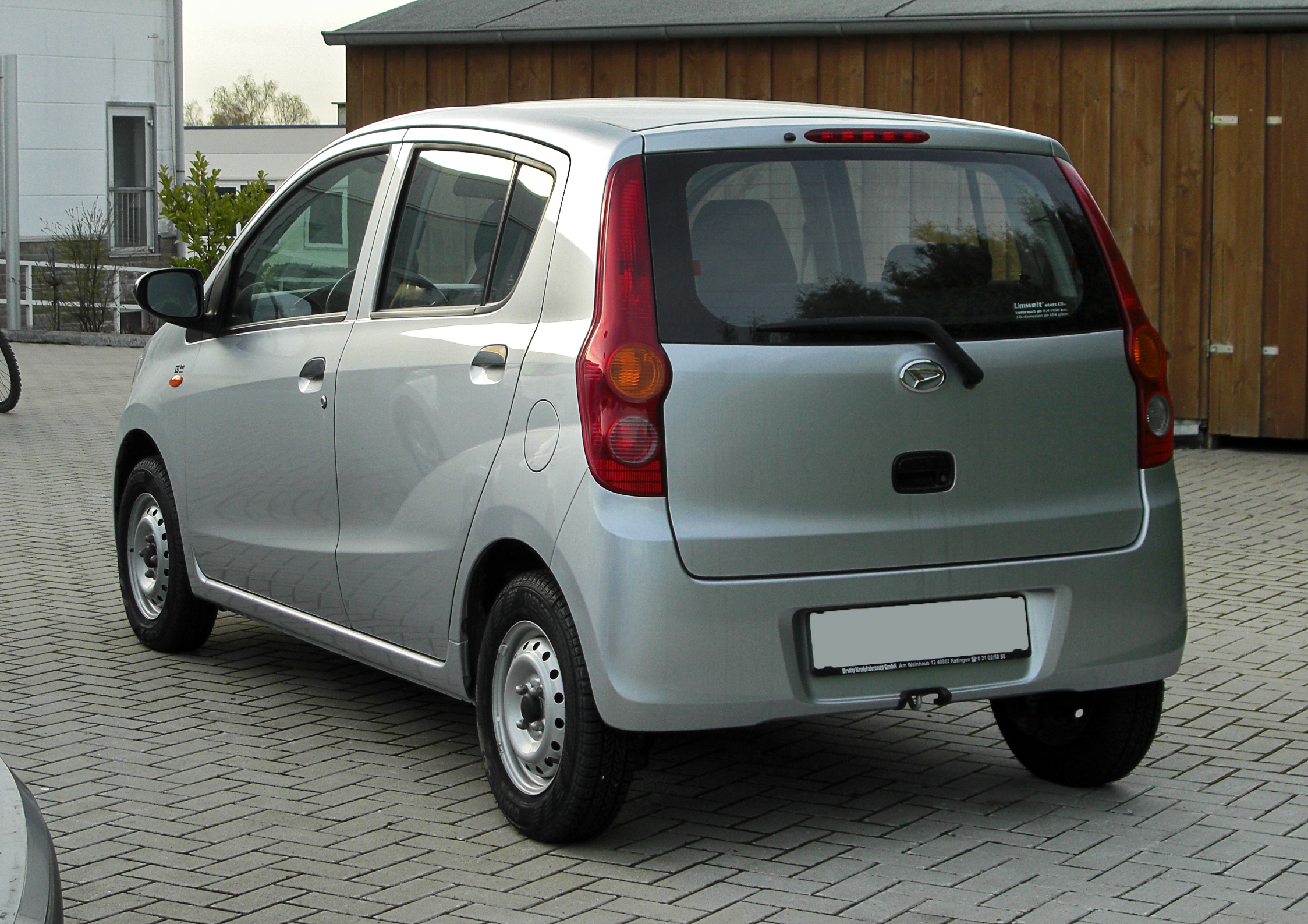
Cuore L276, Heckansicht

- Hubraum:				998 cm³, Dreizylinder (1KR-FE)
- Leistung:				51 kW/70 PS
- Beschleunigung, 0–100 km/h:	11,1 s
- Höchstgeschwindigkeit:		160 km/h
- Normverbrauch:			4,4 l/100 km (Automatik 5,5 l/100 km)
- Schadstoffnorm:			Euro 4
- L × B × H: 				3470 mm × 1475 mm × 1530 mm
- Radstand:				2490 mm
- Leergewicht:				765 kg
- Zuladung:				485 kg (Automatik 475 kg)
- zul. Gesamtgewicht:			1250 kg
- Wendekreis:				ab 8,4 m (rechtsherum zwischen Bordsteinen)
- Tankinhalt:				36 l
- Kofferraumvolumen:			160 l/414 l
- Türen:					5
- Sitze:					4
- Neu: Servolenkung, Zentralverriegelung, Drehzahlmesser, Multimeteranzeige (Verbrauch, Außentemp. etc.), Ablagefächer unter dem Kofferraumboden und ABS sind Serie, nur noch 5-türig erhältlich.
- Seit 01/2010 gab es neben den Modellvarianten CUORE und Cuore TOP wieder ein Modell PUR, das auf hintere Kopfstützen, höhenverstellbares Lenkrad, CD-Radio und Klimaanlage verzichtet. Weitere Extras waren nicht bestellbar. Das Modell war nur in rot, weiß oder silber erhältlich.
- CUORE: zusätzlich zu PUR – Klimaanlage, hintere Kopfstützen (höhenverstellbar), höhenverstellbares Lenkrad, CD-Radio mit MP3-Player-Anschluss,
- Cuore TOP: zusätzlich zu CUORE – Seitenairbags, elektrische Außenspiegel und Fensterheber (vorn), höhenverstellbarer Fahrersitz, Leselampe für Beifahrer, Lautsprecher hinten, verschiebbare Rückbank mit 40:60 teilbaren und in der Neigung verstellbaren Rücklehnen, Funkfernbedienung zur ZV,
- Für die TOP-Version war ein Paket mit VSC (ESP), Leichtmetallrädern, Stabilisator vorn, leistungsfähigerer Bremsanlage und 7 Airbags (Fahrer und Beifahrerairbag, Seitenairbags in den Sitzen, Vorhangairbags auch für die Fondpassagiere sowie ein Knieairbag für den Fahrer) erhältlich. Außerdem war dann der Beifahrerairbag abschaltbar.
- Ab 2012 gab es nur noch eine Ausstattung mit Euro 5 und nur noch 2 Airbags.

Der Cuore war auch mit Extras wie Tempomat und Ledersitzen etc. bestellbar.

## Kastenwagen
Den Mira gab es in den ersten vier Versionen auch als Kastenwagen.

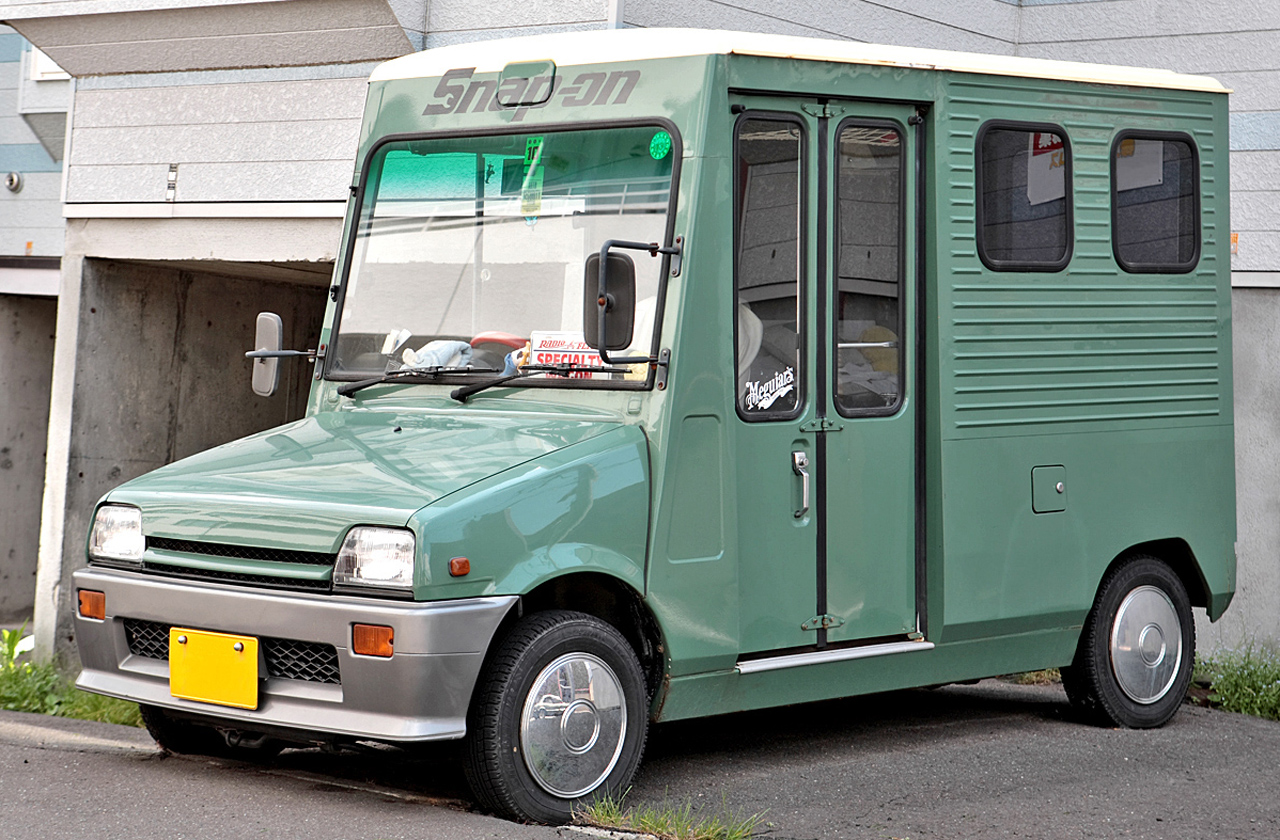
Cuore L80 (zweite Generation) als Kastenwagen
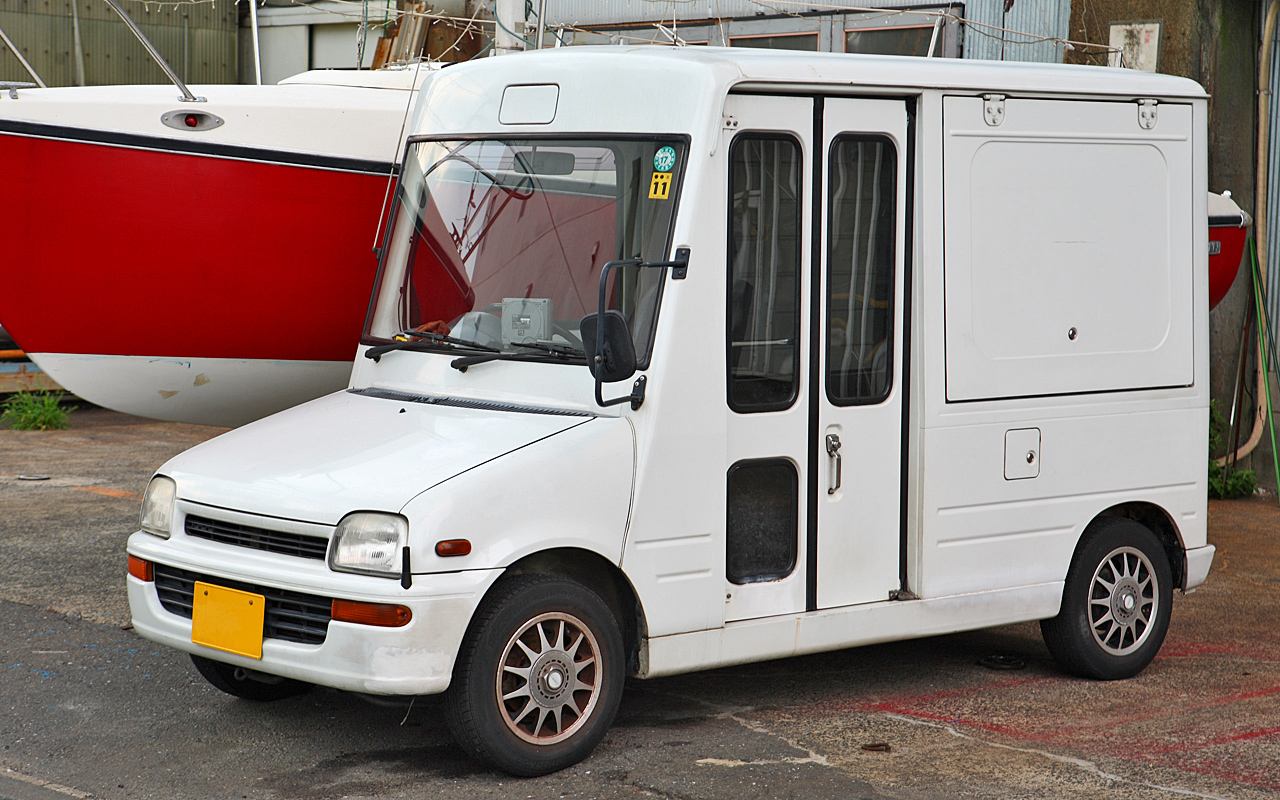
Cuore L201 (dritte Generation) als Kastenwagen

## Lizenzmodelle

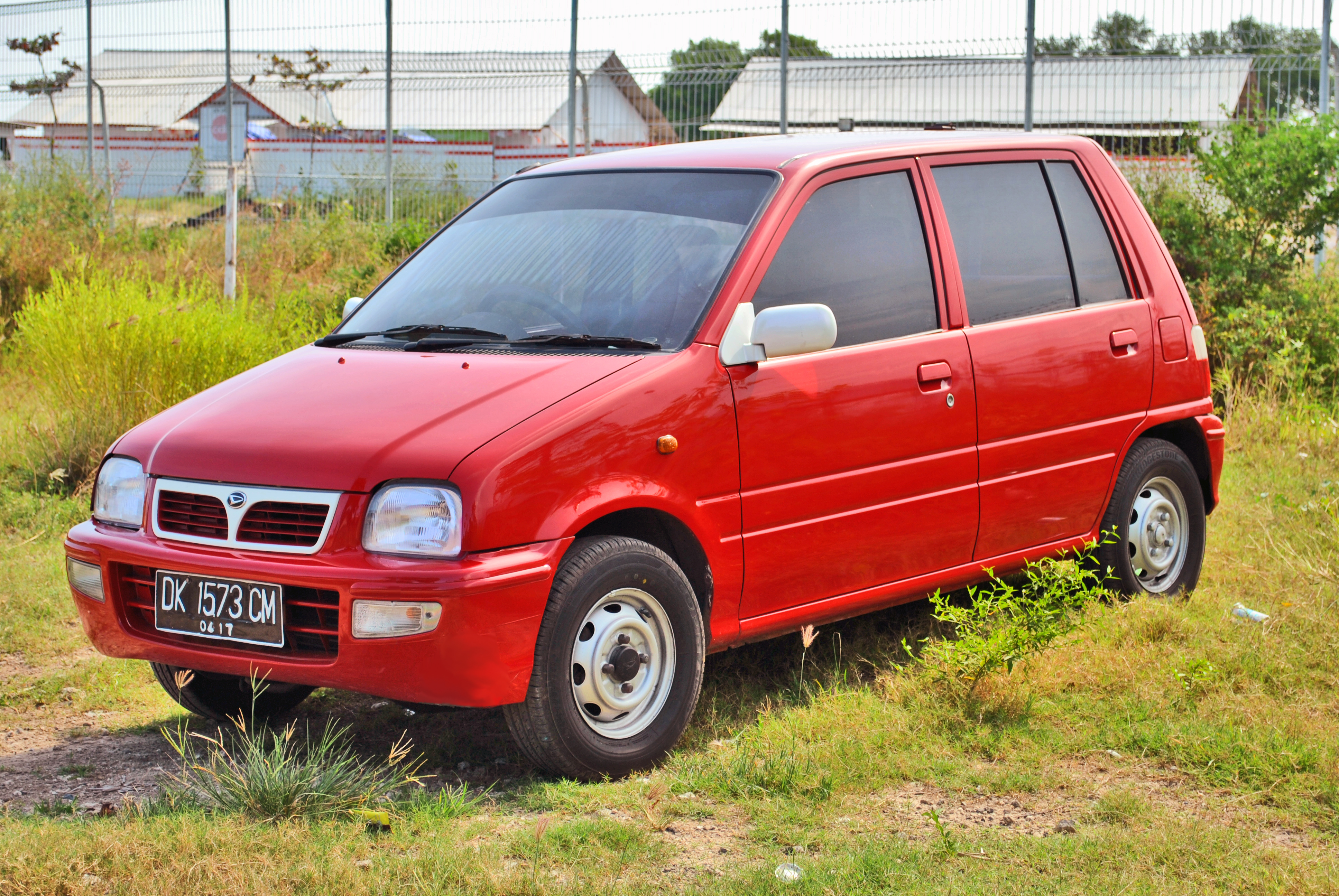
Daihatsu Ceria

Der malaysische Autokonzern Perodua fertigte den Daihatsu Cuore in Lizenz. Modellbezeichnungen dafür sind:
- Perodua Kancil
- Perodua Kelisa
- Perodua Nippa
- Perodua Viva

Neben diesen lizenzierten Nachbauten ähnelt der zwischen 1987 und 2008 gebaute russische VAZ Oka weitestgehend den Modellen der frühen Generationen.
Die dritte, von Perodua in Malaysia hergestellte Generation des Mira wurde nach Indonesien importiert und zwischen 2001 und 2005 dort als Daihatsu Ceria verkauft. Besonderes Unterscheidungsmerkmal war die abweichende Frontgestaltung, die 2004 noch einmal geändert wurde.